# Abu Husain at-Tunusi
Abu Husain at-Tunusi (arabisch أبو حسين التونسي, geboren in Kairouan, Tunesien; gestorben 29. Dezember 2016 in al-Bab, Syrien) war ein tunesischer IS-Terrorist.
Die Kunya Abu Husain at-Tunusi bedeutet „Vater von Husain, der Tunesier“. Sein richtiger Name ist unbekannt. At-Tunusi fungierte als PR-Person der Organisation. 2015 wurde er ebenfalls zum militärischen Einsatzleiter (Emir) ernannt. Im Laufe des 29. Dezember wurde er bei einem Luftangriff der türkischen Luftwaffe im Rahmen der Operation Schutzschild Euphrat getötet, als sein Konvoi von einer Rakete einer F-16 getroffen wurde. Bei dem Angriff starben zudem eine unbekannte Anzahl seiner Leibwächter. Laut türkischen Medienberichten wurde at-Tunusi von ar-Raqqa nach al-Bab berufen, um die Verteidigung der Stadt für die Terrormiliz anzuführen.